# Tareq Taylors matresa
Tareq Taylors matresa är ett svenskt matprogram som hade premiär på Sveriges Television 12 januari 2021. Serien, som består av sex avsnitt, leds av kocken Tareq Taylor.
I säsong 1 av programmet tar Taylor med sig sin far, Seif, och sin bror, Zafer, till faderns hemland för att återbesöka platser från uppväxten såväl som för att uppleva landets matkultur. De olika avsnitten utspelar sig i bland annat Jerusalem, Tel Aviv, Ramallah, Betlehem och Nablus. Programmet har en personlig prägel då sönerna inte besökt sin fars hemland på nästan 50 år och under en stor del av sin uppväxt inte hade någon kontakt med fadern trots att de alla bodde i Malmö. Det präglar mycket av deras samtal och får stort utrymme utöver matlagningen. Programmet möttes av positiv kritik och fick kontrakt på ytterligare en säsong. År 2021 vann programmet Kristallen 2021 i kategorin "årets livsstilsprogram" och Taylor som årets TV-personlighet för sin insats i TV-programmet.
I säsong 2 av serien reser Taylor till Storbritannien för att visa upp den brittiska matkulturen. Med sig på resan har han Tony Irving. Säsong 2 hade premiär på SVT Play och SVT den 17 juli 2023.
I säsong 3 av serien reser Taylor tillsammans med Zeina Mourtada till Sierra Leone och gör nedslag i såväl matkultur, samhälle som historia. Säsong 3 hade premiär på SVT Play och SVT den 3 april 2025.